# Knjižnica Pavla Golie Trebnje
Knjižnica Pavla Golie Trebnje je osrednja splošna knjižnica s sedežem na Kidričevi ulici 2 (Trebnje); ustanovljena je bila leta 1962.
Poimenovana je bila po Pavlu Golii. Ima dislocirane enote: Mirna, Šentrupert in Mokronog.